# Брун-ан-дер-Вильд
Брун-ан-дер-Вильд (нем. Brunn an der Wild) — коммуна (нем. Gemeinde) в Австрии, в федеральной земле Нижняя Австрия. 
Входит в состав округа Хорн.  Население составляет 848 человек (на 31 декабря 2005 года). Занимает площадь 32,03 км². Официальный код  —  31102.

## Политическая ситуация
Бургомистр коммуны — Йозеф Гумпингер (АНП) по результатам выборов 2005 года.
Совет представителей коммуны (нем. Gemeinderat) состоит из 15 мест.
- АНП занимает 12 мест.
- СДПА занимает 3 места.